# Émile Zola
Émile Zola (Parijs, 2 april 1840 - aldaar, 29 september 1902) was een Frans schrijver en journalist. Hij wordt gezien als de belangrijkste vertegenwoordiger van de literaire school der naturalisten. Zola's literaire arbeid werd beïnvloed door het oeuvre van Honoré de Balzac en Gustave Flaubert.

## Biografie
Émile Zola werd geboren in Parijs. Hij bracht zijn jeugd en zijn schooljaren door in Aix-en-Provence, waar zijn vader Francesco, van Italiaanse origine, ingenieur was. Deze was bezig met de uitvoering van een plan voor een drinkwatervoorziening, toen hij onverwacht overleed. Er volgden armoedige jaren voor Zola en zijn moeder. In 1858 gingen ze naar Parijs, alwaar Zola, na een mislukt eindexamen, een baan vond bij de publiciteitsafdeling van de uitgeverij Hachette. Daar ontmoette hij schrijvers en raakte hij vertrouwd met de praktische kant van het schrijversbestaan. Verder publiceerde hij als journalist in diverse bladen. Hij raakte in Parijs bevriend met Édouard Manet, die hem meermaals in zijn schilderijen afbeeldde, en via Manet kwam hij in contact met de dichter Stéphane Mallarmé. Als criticus viel hij bijzonder scherp uit naar de officiële Salonjury toen De fluitspeler van Manet geweigerd werd. Hij zou vervolgens een fervent verdediger worden van het impressionisme.
Zola werd beroemd met romans als Germinal, Nana en L'Assommoir, die onderdeel uitmaken van zijn grote romancyclus Les Rougon-Macquart. In l'Oeuvre schildert hij het tragische leven van een schilder, een personage dat grotendeels geïnspireerd lijkt op de schilder Cézanne, een jeugdvriend van Zola uit Aix-en-Provence. Na ontvangst van deze roman maakte Cézanne een abrupt eind aan de vriendschap, die al bekoeld was.
Vermaard werd Zola's open brief aan president Félix Faure in L'Aurore van 13 januari 1898 onder de titel J'accuse...!. In deze brief over de Dreyfusaffaire kiest hij partij voor de Joodse legerkapitein Alfred Dreyfus, die ten onrechte van spionage was beschuldigd. Zola beschuldigde de Franse generale staf van het produceren van vervalst bewijsmateriaal. Zola werd voor smaad veroordeeld tot een jaar gevangenisstraf en 3000 Francs boete, die voor hem werd betaald door Octave Mirbeau. Op aanraden van vrienden wachtte Zola het hoger beroep niet af en week uit naar Groot-Brittannië. Na een jaar kon hij terugkeren en werd hij als held ontvangen.
Zola huwde in 1870 met Alexandrine 'Gabrielle' Meley, een vrouw uit de arbeidersklasse die model was geweest voor impressionistische schilders zoals Manet. Zij leerde hem de mensen aan de zelfkant van de maatschappij in Parijs kennen. Zij organiseerde voor Zola ook wekelijkse, literaire diners om zijn carrière vooruit te helpen. Zola had daarnaast een maîtresse, Jeanne Rozerot, die wasvrouw was van het gezin. Terwijl zijn huwelijk kinderloos bleef, kreeg hij met Jeanne twee kinderen.
Émile Zola stierf onverwacht in Parijs op 29 september 1902 in zijn woning aan de Rue de Bruxelles door een koolmonoxidevergiftiging. Zijn echtgenote kon nog net worden gered in het ziekenhuis van Neuilly. Volgens Philipp Blom zou een dakwerker bekend hebben dat hij een stuk hout op de schoorsteen had gelegd om de schrijver te doden uit wraak voor zijn verdediging van de Joodse kapitein. In 1908 werd zijn lichaam overgebracht naar het Panthéon.

## Bibliografie

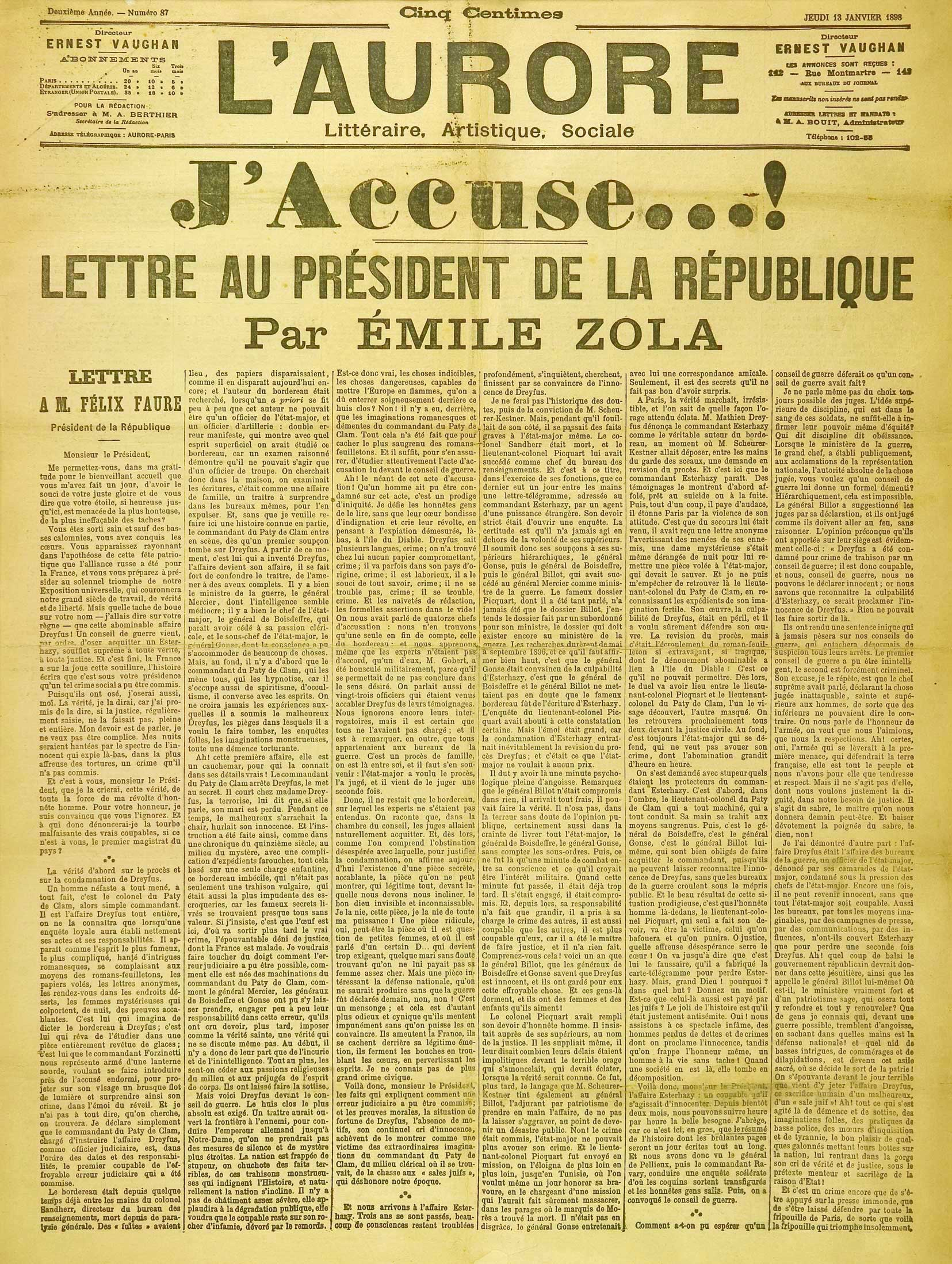
J'accuse...!, open brief aan de president

## Verfilmingen
| Boek                      | Jaar | Soort | Duur | Land      | Filmtitel                                  | Regisseur                                           | Acteurs                                   |
| ------------------------- | ---- | ----- | ---- | --------- | ------------------------------------------ | --------------------------------------------------- | ----------------------------------------- |
| Thérèse Raquin            | 1915 | S     |      | I         | Teresa Raquin                              | Nino Martoglio                                      | Maria Carmi, Francesco Nicolosi-Puglisi   |
| Thérèse Raquin            | 1916 | S     | 50   | VS        | The Marble Heart                           | Kenean Buel                                         | Violet Horner, Walter Miller              |
| Thérèse Raquin            | 1928 | S     | 90   | F,D       | Thérèse Raquin                             | Jacques Feyder                                      | Gina Manès, Hans Adalbert Schlettow       |
| Thérèse Raquin            | 1953 |       | 105  | F,I       | Thérèse Raquin                             | Marcel Carné                                        | Simone Signoret, Raf Vallone              |
| Thérèse Raquin            | 1966 | T     |      | D         | Thérèse Raquin                             | Hans Korngiebel                                     |                                           |
| Thérèse Raquin            | 1965 | T     | 125  | Sw        | Thérèse Raquin                             | Håkan Ersgård                                       | Gunnel Broström, Allan Edwall             |
| Thérèse Raquin            | 1979 | T     |      | B         | Thérèse Raquin                             | Emanuel Boeck                                       | Frank Aendenboom, Gella Allaert           |
| Thérèse Raquin            | 1980 | Tm    |      | VK        | Thérèse Raquin                             | Simon Langton                                       | Kate Nelligan, Kenneth Cranham            |
| Thérèse Raquin            | 2002 | Tm    | 180  | F         | La Liberté de Marie                        | Caroline Huppert                                    | Julia Maraval, Sagamore Stévenin          |
| Thérèse Raquin            | 2006 |       |      | Tsj,VS,VK | Therese Raquin                             | Charlie Stratton                                    | Ludivine Sagnier                          |
| Madeleine Férat           | 1920 | S     |      | I         | Maddalena Ferat                            | Febo Mari, Roberto Roberti                          | Francesca Bertini, Giorgio Bonaiti        |
| Les Rougon-Macquart       |      |       |      |           |                                            |                                                     |                                           |
| La Fortune des Rougon     | 1980 | Tm    | 275  | F         | La Fortune des Rougon                      | Yves-André Hubert, Madeleine Robinson, Didou Kapour |                                           |
| La Curée                  | 1917 | S     |      | I         | La Cuccagna                                | Baldassarre Negroni                                 | Ida Carloni Talli, Alfonso Cassini        |
| La Curée                  | 1966 |       | 98   | I,F       | La Curée                                   | Roger Vadim                                         | Jane Fonda, Michel Piccoli                |
| La Faute de l'abbé Mouret | 1970 |       | 100  | F         | La Faute de l'abbé Mouret                  | Georges Franju                                      | Francis Huster, Gillian Hills             |
| La Faute de l'abbé Mouret | 1937 |       |      | CH        | La Faute de l'abbé Mouret                  | Max Haufler                                         | Heinrich Gretler, Alfred Rasser           |
| L'Assommoir               | 1902 | S     | 5    | F         | Les Victimes de l'alcoolisme               |                                                     |                                           |
| L'Assommoir               | 1902 | S     |      | F         | L'Assommoir                                | Ferdinand Zecca                                     |                                           |
| L'Assommoir               | 1909 | S     |      | DK        | Faldgruben                                 | Carl Alstrup                                        | Carl Alstrup, Emilie Sannom               |
| L'Assommoir               | 1909 | S     |      | F         | L'Assommoir                                | Albert Capellani                                    | Eugénie Nau, Alexandre Arquillière        |
| L'Assommoir               | 1917 | S     |      | VK        | Drink                                      | Sidney Morgan                                       | Fred Groves, Irene Browne                 |
| L'Assommoir               | 1956 |       | 122  | F,I       | Gervaise                                   | René Clément                                        | Maria Schell, François Périer             |
| Une page d'amour          | 1995 | T     |      | F         | Une page d'amour                           | Serge Moati                                         | Jacques Perrin, Miou-Miou                 |
| Une page d'amour          | 1980 | T     |      | F         | Une page d'amour                           | Elie Chouraqui                                      | Anouk Aimée, Bruno Cremer                 |
| Nana                      | 1917 | S     |      | VS        | A Man and the Woman                        | Herbert Blaché, Alice Guy                           | Edith Hallor, Leslie Austin               |
| Nana                      | 1926 | S     | 150  | F         | Nana                                       | Jean Renoir                                         | Catherine Hessling, Jean Angelo           |
| Nana                      | 1934 |       | 90   | USA       | Nana                                       | Dorothy Arzner, George Fitzmaurice                  | Anna Sten, Lionel Atwill                  |
| Nana                      | 1944 |       | 87   | Mex       | Nana                                       | Roberto Gavaldón, Celestino Gorostiza               | Lupe Velez, Miguel Ángel Ferriz           |
| Nana                      | 1955 |       | 120  | F,I       | Nana                                       | Christian-Jaque                                     | Charles Boyer, Martine Carol              |
| Nana                      | 1970 |       | 110  | Zw,F      | Nana                                       | Mac Ahlberg                                         | Anna Gaël, Gillian Hills                  |
| Nana                      | 1981 | Tm    | 360  | F,B,CH    | Nana                                       | Maurice Cazeneuve                                   | Véronique Genest, Guy Tréjan              |
| Nana                      | 1982 |       | 92   | I         | Nana                                       | Dan Wolman                                          | Katya Berger, Jean-Pierre Aumont          |
| Nana                      | 1985 |       | 110  | Mex       | Nana                                       | Rafael Baledón, José Bolaños, Irma Serrano          | Gregorio Casal, Verónica Castro           |
| Nana                      | 1999 | T     | 180  | I         | Nanà                                       | Alberto Negrin                                      | Francesca Dellera, Bernard Giraudeau      |
| Nana                      | 2001 | TV    | 180  | F         | Nana                                       | Édouard Molinaro                                    | Lou Doillon, Bernard Le Coq               |
| Pot-Bouille               | 1957 |       | 115  | F,I       | Pot-Bouille                                | Julien Duvivier                                     | Gérard Philipe, Dany Carrel               |
| Pot-Bouille               | 1972 | Tm    | 364  | F         | Pot-Bouille                                | Yves-André Hubert                                   | Roger Van Hool, Pierre Tornade            |
| Pot-Bouille               | 1943 |       | 88   | F         | Au bonheur des dames                       | André Cayatte                                       | Michel Simon, Albert Préjean              |
| Pot-Bouille               | 1930 |       | 85   | F         | Au bonheur des dames                       | Julien Duvivier                                     | Dita Parlo, Pierre de Guingand            |
| Au bonheur des dames      | 1922 | S     |      | D         | Zum Paradies der Damen                     | Edith Posca, Lupu Pick                              | Edith Posca, Lupu Pick                    |
| Germinal                  | 1905 | S     |      | F         | Au pays noir                               | Lucien Nonguet, Ferdinand Zecca                     |                                           |
| Germinal                  | 1912 | S     |      | F         | Au pays des ténèbres                       | Victorin-Hippolyte Jasset                           | Charles Krauss, Marcel Vibert             |
| Germinal                  | 1913 | S     | 150  | F         | Germinal                                   | Albert Capellani                                    | Mévisto                                   |
| Germinal                  | 1963 |       | 110  | F,I,Hun   | Germinal                                   | Yves Allégret                                       | Jean Sorel, Berthe Granval                |
| Germinal                  | 1970 | Tm    | 300  | UK        | Germinal                                   | John Davies                                         | Nancie Jackson, Mark Jones                |
| Germinal                  | 1993 |       | 170  | B,F,I     | Germinal                                   | Claude Berri                                        | Miou-Miou, Renaud                         |
| Germinal                  | 1967 | T     |      | F         | L'Oeuvre                                   | Pierre Cardinal                                     | Bernard Fresson, Marie-Christine Barrault |
| La Terre                  | 2001 |       | 115  | VK        | This Filthy Earth                          | Andrew Kotting                                      | Rebecca R. Palmer, Shane Attwooll         |
| La Terre                  | 1930 |       | 73   |           | Le Rêve                                    | Jacques de Baroncelli                               | Simone Genevois, Jaque Catelain           |
| La Terre                  | 1921 | S     |      | F         | Le Rêve                                    | Jacques de Baroncelli                               | Eric Barclay, Suzanne Bianchetti          |
| La Terre                  | 1921 | S     | 97   | VS        | La Terre                                   | André Antoine                                       | Armand Bour, René Alexandre               |
| La Bête Humaine           | 1938 |       | 100  | F         | La Bête humaine                            | Jean Renoir                                         | Jean Gabin, Simone Simon                  |
| La Bête Humaine           | 1954 |       | 91   | VS        | Human Desire                               | Fritz Lang                                          | Glenn Ford, Gloria Grahame                |
| La Bête Humaine           | 1957 |       | 107  | Arg       | La Bestia humana                           | Daniel Tinayre                                      | Roberto Escalada, Massimo Girotti         |
| La Bête Humaine           | 1995 | T     | 90   | VK        | Cruel Train                                | Renaud                                              | Saskia Reeves, Adrian Dunbar              |
| L'Argent                  | 1915 | S     |      | DK        | Penge                                      | Karl Mantzius                                       | Karl Mantzius, R. Schyberg                |
| L'Argent                  | 1928 | S     | 195  | F         | L'Argent                                   | Marcel L'Herbier                                    | Brigitte Helm, Marie Glory                |
| L'Argent                  | 1988 | T     | 250  | F         | L'Argent                                   | Jacques Rouffio                                     | Claude Brasseur, Miou-Miou                |
| Les Trois Villes, Lourdes | 1913 | S     |      | Zw        | Miraklet                                   | Victor Sjöström                                     | Carl Borin, John Ekman                    |
| Les Quatres Évangiles     | 1929 | S     |      | F         | Fécondité                                  | Nicolas Evreinoff, Henri Étiévant                   | Alex Allin, José Davert                   |
| Les Quatres Évangiles     | 1920 | S     |      | F         | Travail                                    | Henri Pouctal                                       | Raphaël Duflos, Léon Mathot               |
| Les Quatres Évangiles     | 1915 | S     | 50   | USA       | Destruction (Travail)                      | Will S. Davis                                       | Theda Bara, J. Herbert Frank              |
| Overige films             |      |       |      |           |                                            |                                                     |                                           |
|                           | 1979 | T     |      | F         | Madame Sourdis                             | Caroline Huppert                                    | Nathalie Baye, Pierre Clémenti            |
|                           | 1947 | F     |      |           | Pour une nuit d'amour                      | Edmond T. Gréville                                  | Odette Joyeux, Roger Blin                 |
|                           | 1920 | S     |      | D         | Die Bestie im Menschen                     | Ludwig Wolff                                        | Hugo Döblin, Ilka Grüning                 |
|                           | 1917 | S     |      | Rus       | Chelovek - zver                            | Cheslav Sabinsky                                    |                                           |
|                           | 1959 |       | 109  | Zw,P,F    | Noc poslubna Attaque du Moulin)            | Erik Blomberg                                       | Harriet Andersson, Ignacy Gogolewski      |
|                           | 1945 |       | 117  | F         | Naïs (Naïs Micoulin)                       | Raymond Leboursier                                  | Jacqueline Pagnol, Fernandel              |
|                           | 1999 |       | 104  | Pol.      | Na koniec swiata                           | Magdalena Lazarkiewicz                              | Justyna Steczkowska, Aleksandr Domogarov  |
|                           | 1913 | S     | 51   | Sw        | Gränsfolken                                | Mauritz Stiller                                     | Carl Borin, Stina Berg                    |
|                           | 1937 |       | 116  | VS        | The Life of Émile Zola                     | William Dieterle                                    | Paul Muni, Joseph Schildkraut             |
|                           | 1954 | D     | 43   | F         | Émile Zola                                 | Jean Vidal                                          | stem: Julien Bertheau                     |
|                           | 1978 |       | 495  | F         | Émile Zola ou La conscience humaine (mini) | Stellio Lorenzi                                     | Jean Topart, Roger Monsoret               |

## Voetnoten
1. ↑  Zie Allan Schom: Emile Zola, blz. 70; hij wijt de achteruitgang van de vriendschap vooral aan Alexandrine, de vrouw van Zola.
2. ↑  Joëlle Smets, Zola côté coeur, Le Soir Mag, 4561, 20 november 2019, p. 59
3. ↑  Zie over het sterven van/de moord op Zola bijvoorbeeld: Bart Van Loo. Eten! Lezen! Vrijen! De Bezige Bij, Antwerpen, 2011, p. 243-246.
4. ↑  D=documentaire; m= miniserie; S=stille film; T=televisie; V=video